# Samsung Galaxy J1 (2016)
El Samsung Galaxy J1 (2016) es un teléfono inteligente, fabricado por Samsung Electronics. Fue lanzado en enero de 2016. Tiene de un sistema operativa Android 5.1.1 Lollipop.

## Especificaciones

### Hardware
El Galaxy J1(2016) tiene un Spreadtrum SC9830 4x 1.3 GHz Cortex-A7 Soc, incluye un procesador Spreadtrum SC9830 1.3GHz, un procesador gráfico ARM Mali-400 MP2, y 1 GB de RAM. El almacenamiento de 8 GB de puede actualizar hasta 256 GB con una tarjeta microSD.
El Galaxy J1(2016) tiene una pantalla Super AMOLed de 4.5 pulgadas con una resolución de 480 x 800 píxeles. Tiene una cámara principal de 5 MP con una apertura de f/2.2, flash Led y autofoco. La cámara frontal de 2 MP con una apertura de f/2.2.

### Software
El Galaxy J1(2016) se vende con Android 5.1.1 Lollipop y la interfaz de usuario Touchwiz de Samsung.